# Leandro Atoji
Leandro Carvalho Atoji (São Paulo, 30 de setembro de 1984) é um remador brasileiro.
Integrou a delegação nacional que disputou os Jogos Pan-Americanos de 2011 em Guadalajara, no México. Ao lado de Célio Amorim, Ailson da Silva e Anderson Nocetti, terminou em último lugar no quatro sem timoneiro masculino.